# Phronia jacosa
Phronia jacosa är en tvåvingeart som beskrevs av Gagne 1975. Phronia jacosa ingår i släktet Phronia och familjen svampmyggor.
Artens utbredningsområde är Northwest Territories, Kanada. Inga underarter finns listade i Catalogue of Life.